# Ségovia (Roussel)
Pour les articles homonymes, voir Segovia (homonymie).
Ségovia, op. 29, est une pièce pour guitare d'Albert Roussel composée en 1925.

## Présentation
Ségovia est un morceau composé par Roussel en 1925 dédié au guitariste éponyme Andrés Segovia.
L’œuvre est créée à Madrid le 25 avril 1925 par le dédicataire, puis donnée en première audition française au Conservatoire de Paris le 13 mai 1925, toujours par Andrés Segovia.
La partition est publiée la même année par Durand dans la version originale pour guitare seule ainsi que dans une transcription pour piano réalisée par Albert Roussel.
La pièce porte le numéro d'opus 29 et, dans le catalogue des œuvres du compositeur établi par la musicologue Nicole Labelle, le numéro L 34.

## Analyse
Selon Harry Halbreich, l’œuvre, qui alterne rythmes de valse et boléro, est « parfaitement adaptée à l'instrument, dont elle parvient à éviter les poncifs ». 
La durée moyenne d'exécution de Ségovia est de trois minutes environ. 

## Discographie

### Version pour guitare
- Albert Roussel Edition, CD 1, Turibio Santos (guitare), Erato 0190295489168, 2019[4].
- Albert Roussel Complete Chamber Music (3 CD), par Jan Goudswaard (guitare), CD 2, Brilliant Classics 8413, 2006.

### Version pour piano
- Roussel : Piano Music Vol. 1, Jean-Pierre Armengaud (piano), Naxos 8.573093, 2013[5].
- Roussel : Promenade sentimentale, Complete Piano Music, Emanuele Torquati (piano), Brilliant Classics 94329, 2012.